# Resolutie 1591 Veiligheidsraad Verenigde Naties
Resolutie 1591 van de Veiligheidsraad van de Verenigde Naties werd op 29 maart 2005 met twaalf stemmen voor en drie onthoudingen — van Algerije, China en Rusland — aangenomen door de VN-Veiligheidsraad en trof sancties tegen hen die vrede in Darfur in de weg stonden.

## Achtergrond
Al in de jaren 1950 was zwarte zuiden van Soedan in opstand gekomen tegen het overheersende Arabische noorden. De vondst van aardolie in het zuiden maakte het conflict er enkel maar moeilijker op. In 2002 kwam er een staakt-het-vuren en werden afspraken gemaakt over de verdeling van de olie-inkomsten. Verschillende rebellengroepen waren hiermee niet tevreden en in 2003 ontstond het conflict in Darfur tussen deze rebellen en de door de regering gesteunde Janjaweed-milities. Die laatsten gingen over tot etnische zuiveringen en in de volgende jaren werden in Darfur grove mensenrechtenschendingen gepleegd waardoor miljoenen mensen op de vlucht sloegen.

## Inhoud

### Waarnemingen
Op 9 januari 2005 hadden de overheid van Soedan en de rebellenbeweging SPLM/A een omvangrijk vredesakkoord getekend. Daarop moesten ze nu voortbouwen om vrede tot stand te brengen en verdere schendingen van de mensenrechten in Darfur te vermijden. De Veiligheidsraad was ook bezorgd om de humanitaire situatie en de veiligheid van de hulpverleners. Ook werden de schendingen van het staakt-het-vuren van 8 april 2004 veroordeeld, alsook de mensenrechtenschendingen in Darfur.

### Handelingen
De Veiligheidsraad betreurde dat de Soedanese overheid en de rebellenbewegingen en andere gewapende groepen in Darfur hun toezeggingen niet waar maakten en het staakt-het-vuren bleven schenden. Zo voerde het leger nog steeds luchtaanvallen uit en vielen de rebellen dorpen in Darfur aan. Verder had de overheid ook niet gezorgd dat de Janjaweed-milities ontwapend werden. Beide zijden werden opgeroepen de gesprekken te hervatten en tot een akkoord te komen.
Er werden een comité en een panel van experts opgericht om toe te zien op de uitvoering van volgende maatregelen die werden genomen tegen eenieder die vrede in Darfur in de weg stond of er mensenrechtenschendingen pleegde.
- Alle landen moesten zorgen dat deze personen hun grondgebied niet betraden,
- Ook moesten al hun fondsen worden bevroren.

## Verwante resoluties
- Resolutie 1588 Veiligheidsraad Verenigde Naties
- Resolutie 1590 Veiligheidsraad Verenigde Naties
- Resolutie 1593 Veiligheidsraad Verenigde Naties
- Resolutie 1627 Veiligheidsraad Verenigde Naties

Lijst ·  1581 ·  1582 ·  1583 ·  1584 ·  1585 ·  1586 ·  1587 ·  1588 ·  1589 ·  1590 ·  1591 ·  1592 ·  1593 ·  1594 ·  1595 ·  1596 ·  1597 ·  1598 ·  1599 ·  1600 ·  1601 ·  1602 ·  1603 ·  1604 ·  1605 ·  1606 ·  1607 ·  1608 ·  1609 ·  1610 ·  1611 ·  1612 ·  1613 ·  1614 ·  1615 ·  1616 ·  1617 ·  1618 ·  1619 ·  1620 ·  1621 ·  1622 ·  1623 ·  1624 ·  1625 ·  1626 ·  1627 ·  1628 ·  1629 ·  1630 ·  1631 ·  1632 ·  1633 ·  1634 ·  1635 ·  1636 ·  1637 ·  1638 ·  1639 ·  1640 ·  1641 ·  1642 ·  1643 ·  1644 ·  1645 ·  1646 ·  1647 ·  1648 ·  1649 ·  1650 ·  1651